# Pistola

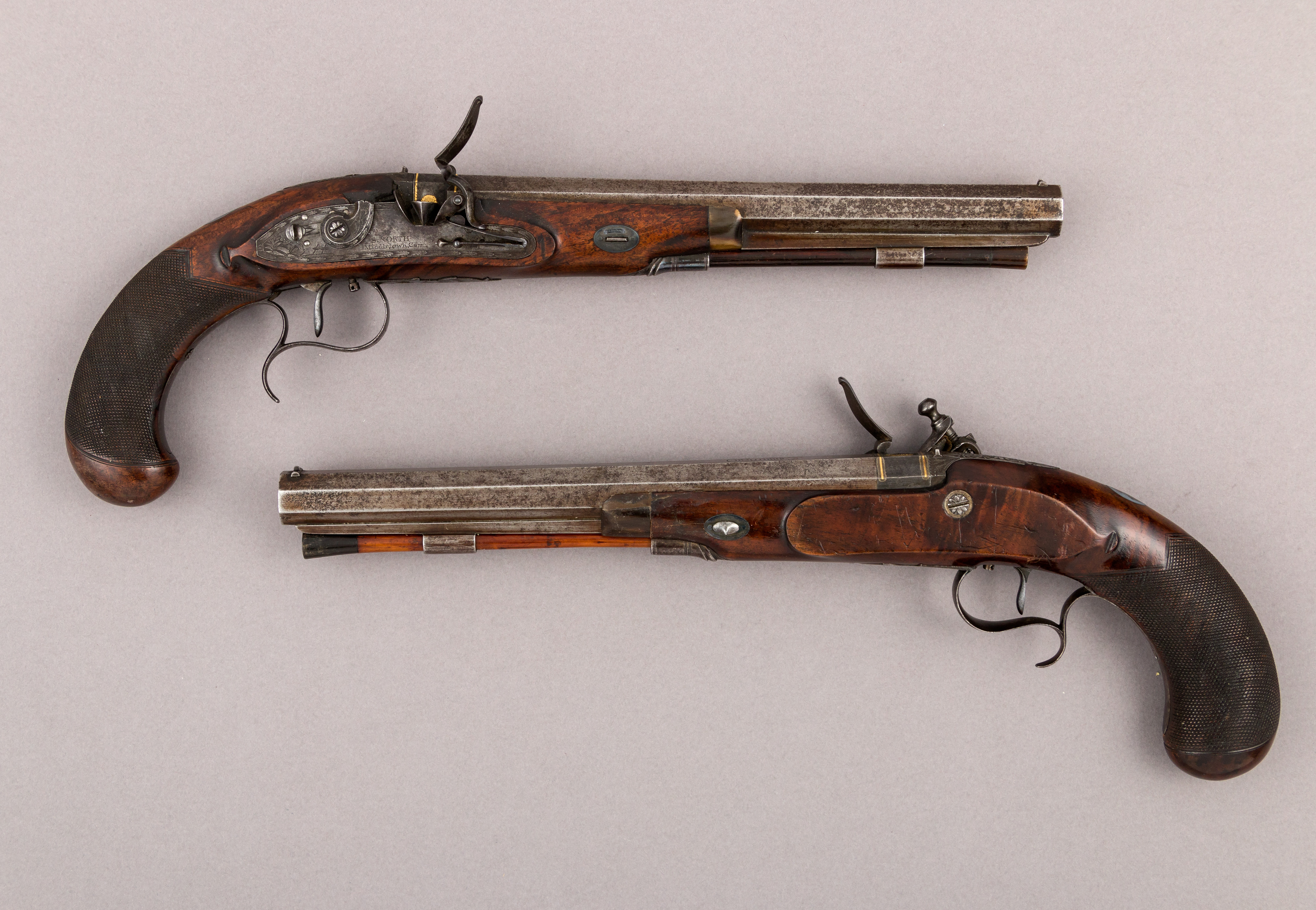
Pistola

Una pistola è un'arma da sparo a canna corta o arma corta concepita per essere impugnata con una sola mano. La pistola rientra tra le armi leggere ed è definita, più nello specifico, come arma da fianco (portata nella fondina sul fianco del busto); ma se la forma e le dimensioni lo consentono, può essere usata nel porto occulto, nascosta in posizioni del corpo differenti, come ad esempio sotto la giacca all'ascella, al polpaccio o posteriormente ai pantaloni, ecc.
La categoria più usuale è quella delle armi da fuoco comuni o da guerra, in dotazione alle forze dell'ordine e alle forze armate, come arma secondaria o come arma di ordinanza (principale). 
In ambito civile, è largamente utilizzata per uso sportivo (tiro a segno e tiro dinamico), ma anche per difesa personale (pubblica o privata) e in alcuni casi per la caccia (vietata in Italia).

## Storia
Le prime pistole (distinte dal precedente archibugio) comparvero verso la metà del Cinquecento, secondo alcuni in Toscana, a Pistoia, ove fiorivano botteghe di valenti armaioli, ed il termine sembrerebbe derivare proprio dal nome di quella città. Altri studiosi, quali il boemo Palacky, lo fanno derivare invece dal ceco píšťala (tubo, canna), che sembra avere più attinenza, mentre secondo altri trarrebbe origine da pistoles, moneta spagnola di diametro uguale al calibro degli schioppi di allora (ma non tutti avevano lo stesso calibro).

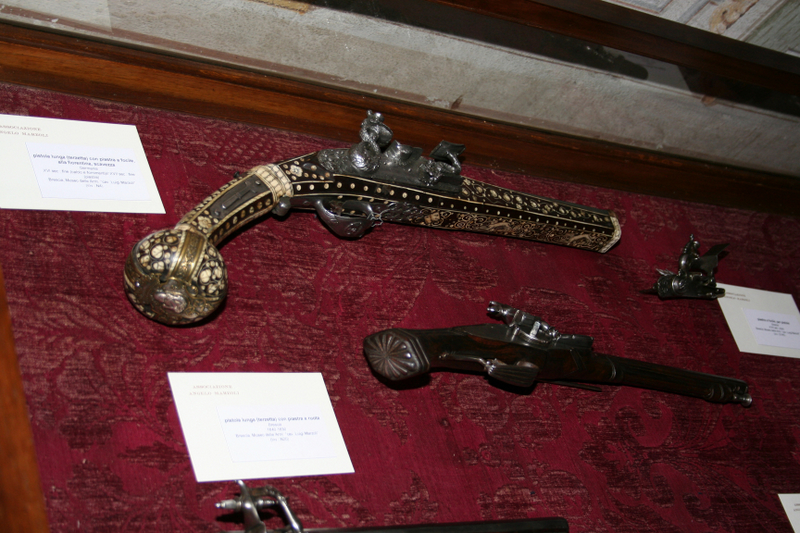
Pistole, a focile e a ruota

Le prime pistole sfruttavano il sistema di accensione a ruota (pistola a ruota): sul fianco destro dell'arma era imperniato un dischetto di acciaio dal bordo zigrinato, caricato a molla e vincolato al grilletto. Premendo quest'ultimo il dischetto girava, sfregando contro una barretta di pirite, tenuta in posizione fra le ganasce di una morsa del cane. Dalla barretta di pirite si sprigionavano scintille che incendiavano la polvere d'innesco.
Il sistema a ruota, costoso e delicato, non offriva ampie garanzie di affidabilità, per cui gli artigiani dell'epoca sostituirono al dischetto ruotante il cane stesso, dotato di una pietra focaia stretta fra due ganasce. Arretrandolo, si comprimeva una molla e lo si agganciava al dente di scatto. Premendo il grilletto, il cane si abbatteva su una piastrina d'acciaio (batteria), sfregandovi contro con la pietra e producendo le scintille che incendiavano la polvere d'innesco.
Ai primi dell'Ottocento si scoprì che alcuni composti chimici esplodevano se sottoposti a percussione: un piccolo involucro (capsula) contenente fulminato di mercurio, clorato di potassio e solfuro di antimonio prese il posto dell'acciarino. La nascita del sistema a percussione, tuttora universalmente adottato, segna il definitivo ingresso nell'era moderna delle armi da fuoco e consente di ridurre enormemente le dimensioni fisiche dell'arma, offrendo affidabilità di funzionamento pressoché totale.

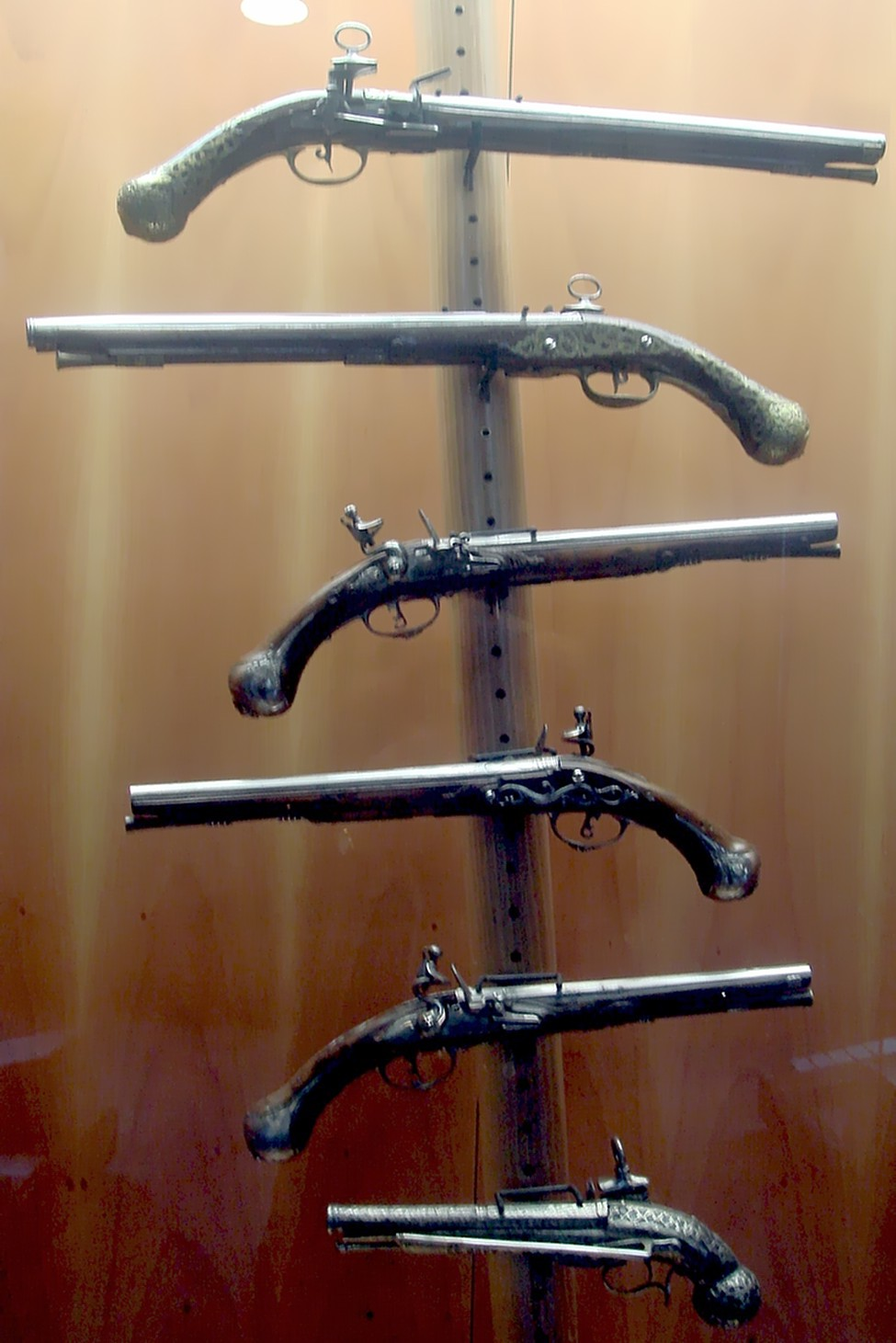
Pistole a pietra focaia italiane e spagnole dei secoli XVII e XVIII

Per anni, però, il numero di colpi di un'arma coincise con quello delle canne di cui essa era dotata: generalmente una, spesso due, al massimo tre, salvo alcune esagerazioni poco diffuse, come le cosiddette "pistole a piede d'anitra" con quattro o più canne disposte a ventaglio su di un piano orizzontale. Queste pistole sparavano contemporaneamente da tutte le canne. Un altro esempio è il fucile a sette canne dell'inglese Manton. Nel 1836 Samuel Colt, ispirandosi alle rivoltine dette "pepperbox" (dotate di varie canne che sparavano una per volta venendo ruotate dall'azionamento del grilletto), progettò e depositò il brevetto relativo alla pistola a rotazione ad avancarica del tamburo, in cui il fascio di canne delle pepperbox era ridotto ad un corto cilindro (il tamburo) che, ruotando intorno al suo asse dietro l'unica canna, presentava alla battuta del cane un colpo alla volta: era nata la rivoltella. 
E con l'invenzione della cartuccia metallica, attribuita a Casimir Lefaucheux (che nel 1836 a Parigi, depositò il brevetto per una cartuccia con innesco a spillo laterale), il principio della retrocarica conobbe la sua definitiva affermazione, venendo poi universalmente esteso a tutte le armi corte e lunghe.

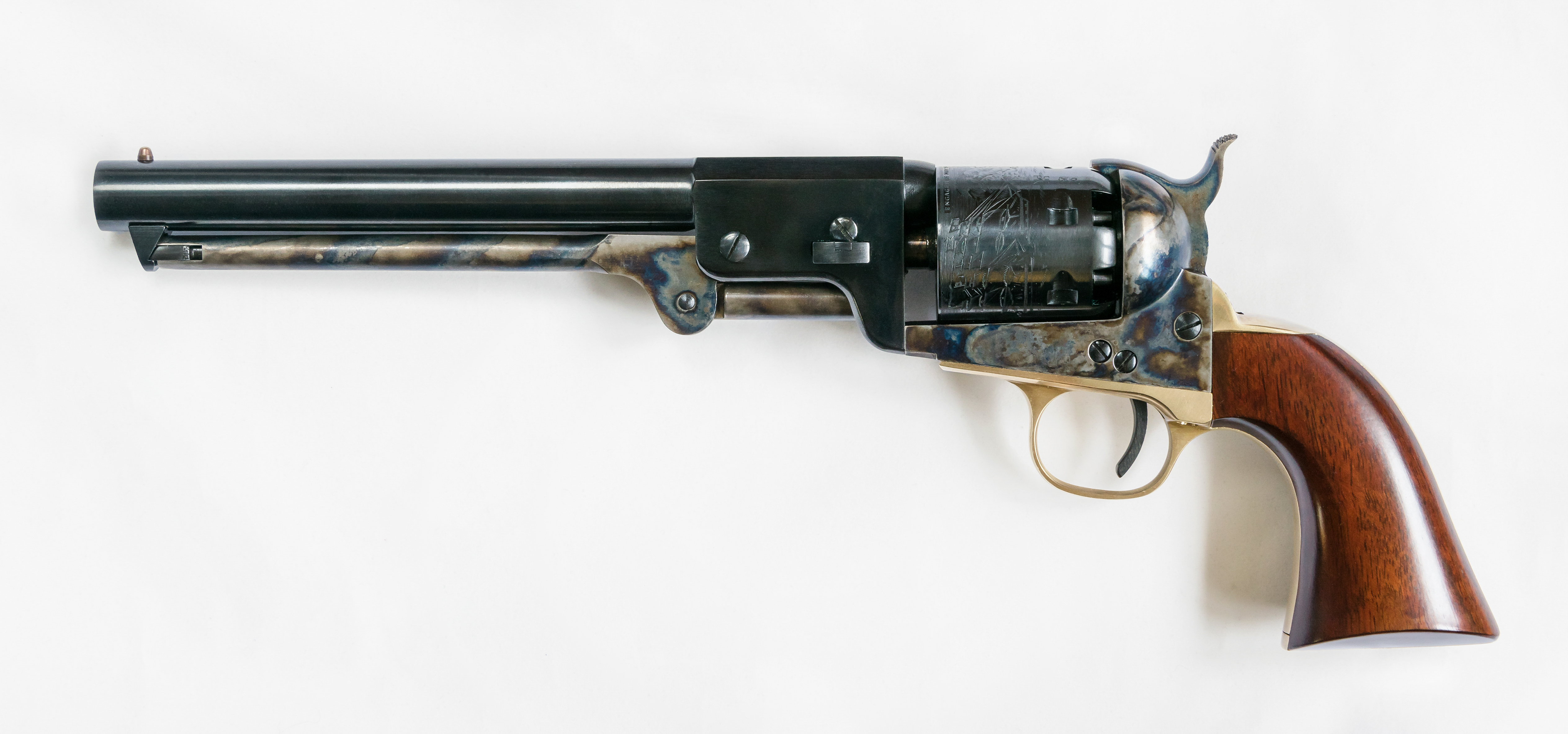
Colt Navy 1851

Fino al 1873, le pistole di Colt erano ad avancarica del tamburo e sparavano in singola azione, armando il cane con il pollice prima di ogni colpo, dove nel tamburo ne erano alloggiati solo cinque o sei.   
Nel 1858, Joseph Rider applica il meccanismo della Colt, nel revolver Remington Rider Double Action, creando probabilmente la prima rivoltella a doppia azione prodotta negli USA. Con l'affermarsi della "doppia azione" (in USA, dopo alcuni decenni, in Europa erano già usate), la rivoltella raggiunse il punto massimo della sua evoluzione, rimanendo sostanzialmente inalterata fino ai nostri giorni. Il nuovo sistema consente infatti di sparare senza armare manualmente il cane ad ogni tiro, essendo sufficiente una corsa più lunga del grilletto per compiere entrambe le azioni: armare il cane facendo ruotare il tamburo, e rilasciare il cane facendo esplodere il colpo.  

Tra gli anni '40 e '70 viene sviluppata la cartuccia per la retrocarica. Nel 1880 la diffusione delle polveri senza fumo, a base di nitrocellulose come cordite e balistite, oltre a ridurre drasticamente i problemi derivanti dall'accumulo di depositi carboniosi, consentì di fabbricare cartucce molto più potenti e generò la tendenza alla progressiva riduzione dei calibri in uso. La retrocarica permise inoltre lo sviluppo dell'ultima grande innovazione nel mondo delle armi da fuoco: il sistema di ricarica automatica e anche di ripetizione automatica, in cui l'energia cinetica del rinculo derivante dallo sparo è utilizzata per far arretrare il carrello-otturatore, che espelle il bossolo vuoto, riarma il cane o il percussore, preleva una nuova cartuccia dal caricatore e la introduce nella camera di cartuccia. Sistema che venne adottato per la prima volta nel 1884 da Hiram Maxim, nella sua omonima mitragliatrice, e che vide aumentare significativamente la cadenza di tiro.  

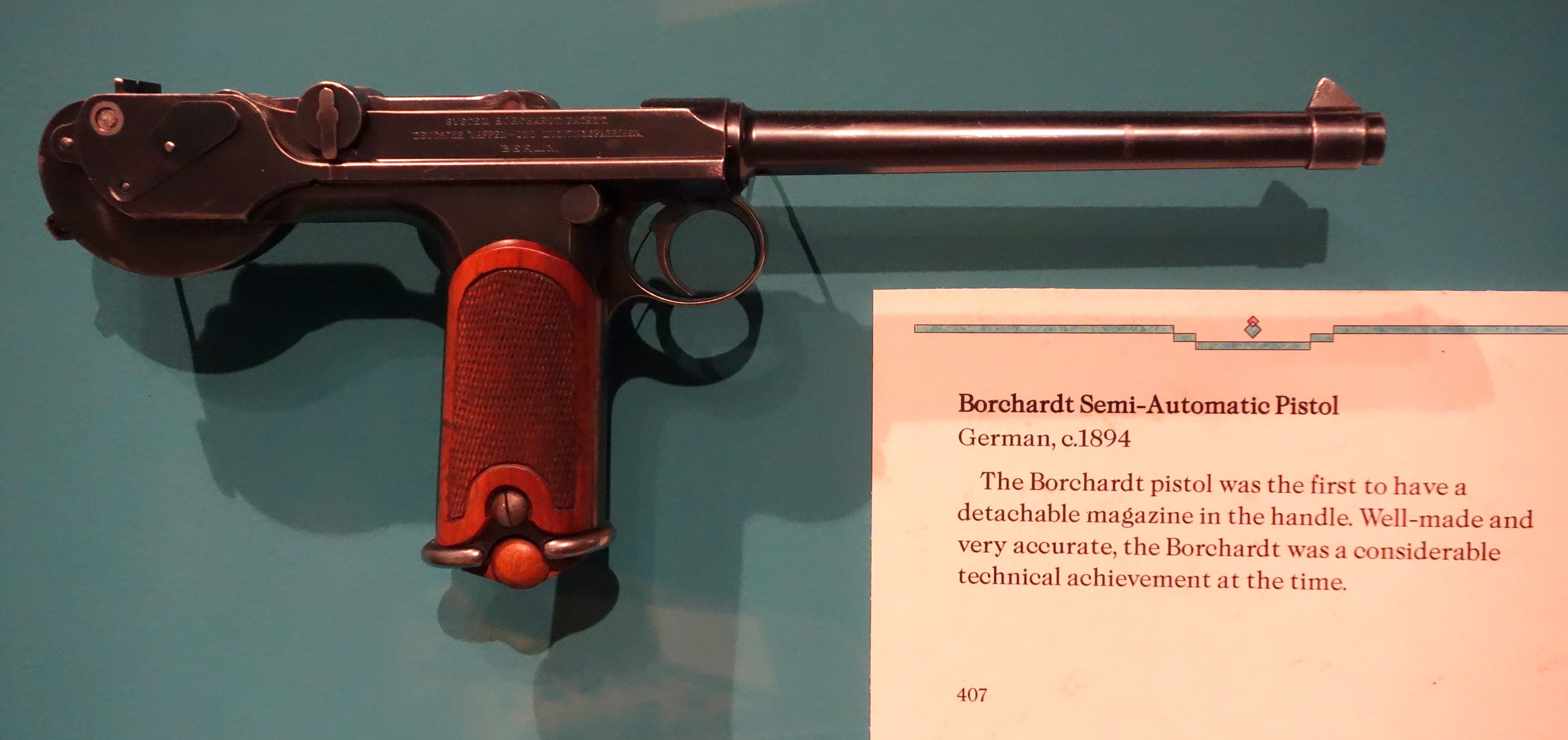
Borchardt C-93 del 1894

Nel 1893, in Europa, Hugo Borchardt crea la prima pistola autocaricante (Selbstlade-pistole ) prodotta in massa, della storia, la Borchardt C93, prendendo spunto dalla mitragliatrice di Maxim. 

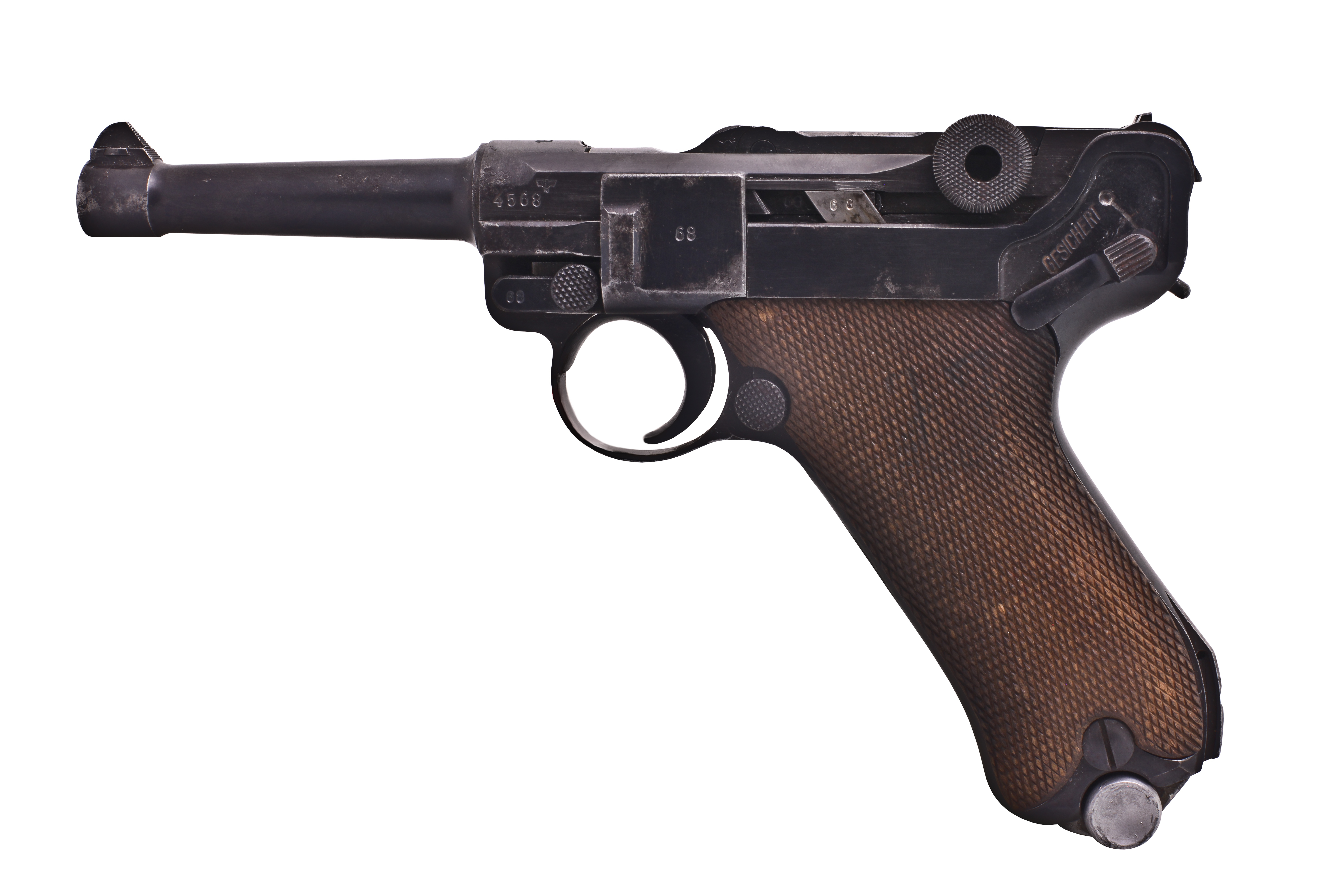
Luger P08

Nel 1897, Georg Luger deriva alcuni particolari dalla C93 e sviluppa la famosa Luger Parabellum, sulla cartuccia 7,65 Luger e poi sulla 9 mm Parabellum, una delle pistole semiauto più prodotte fino ad oggi (oltre 4 milioni di pezzi) attraversando diverse versioni, e adottata da varie forze armate di tutto il mondo, ricordando per prima l'armata svizzera e poi la marina imperiale tedesca, ma anche l'esercito, oltre alla Wehrmacht nazista (prodotta fino agli anni 1990).  
Solo un anno prima, nel 1896, la Mauser AG di Wilhelm e Peter Paul Mauser, brevettò un'altra rivoluzionaria pistola semiautomatica, la C96, con un magazzino fisso da 12 colpi, posto anteriormente al grilletto, anche questa usata sia nella prima che nella seconda guerra mondiale (dove in carenza di armi). 

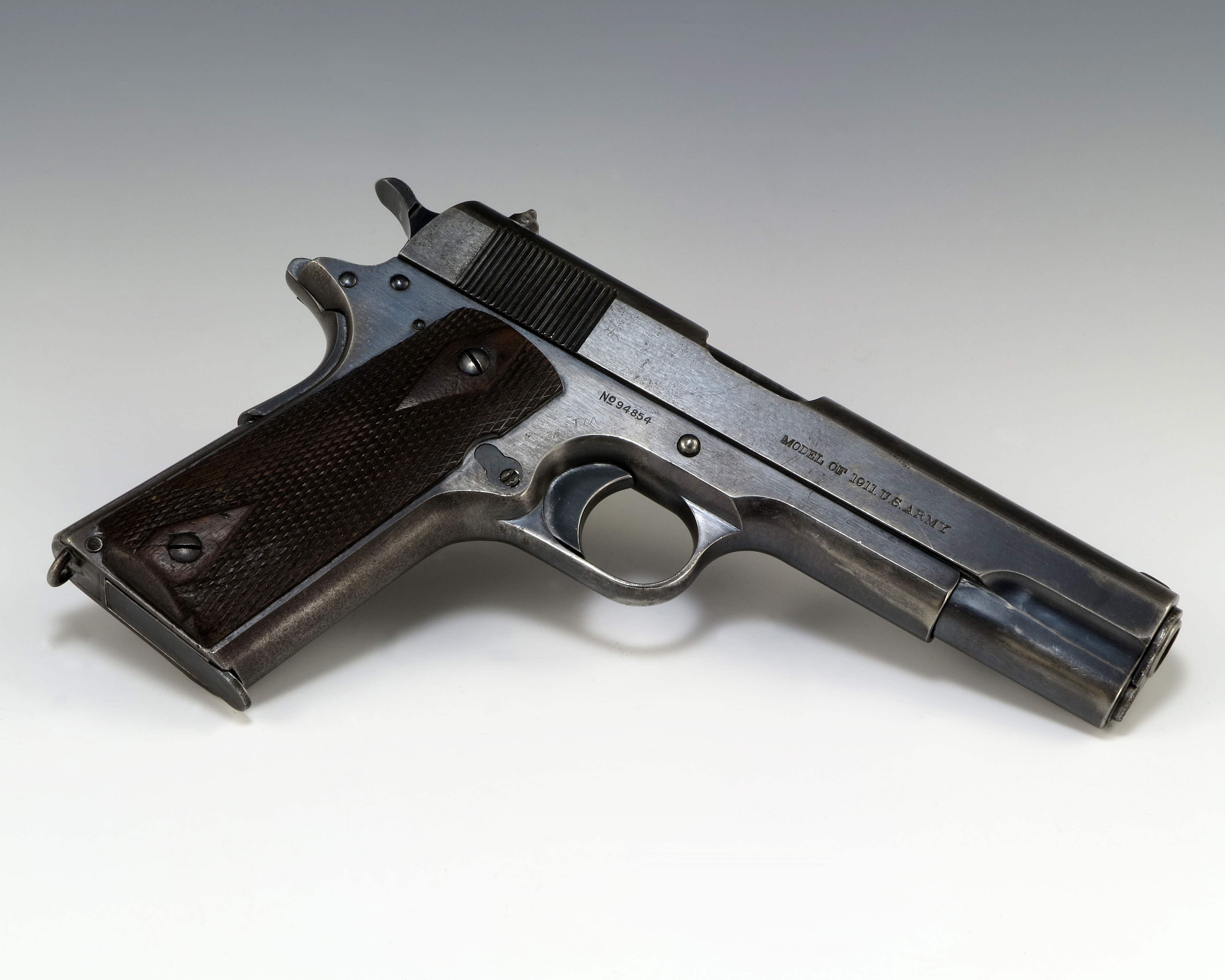
M1911 governativa (# 94854) del 1914

Nei primi anni del 1900, i vari studi dell'innovatore John Moses Browning finiscono per dare origine nel 1911 alla pistola americana del XX secolo, la famosissima Colt Government M1911 calibro .45 ACP, rimasta per più di settant'anni (dal 1911 al 1985) in ordinanza alla U.S. Army e al fianco di molti corpi di Polizia (tuttora in produzione); ma anche alla meno famosa FN Modèle 1910, comunque "nonna" della più famosa Walter PP/PPK e alla Browning Hi-Power ideata nel 1925 ma prodotta nel 1935 dalla FN, arma che fu una innovazione per il suo tempo, adottata da numerosi corpi armati.

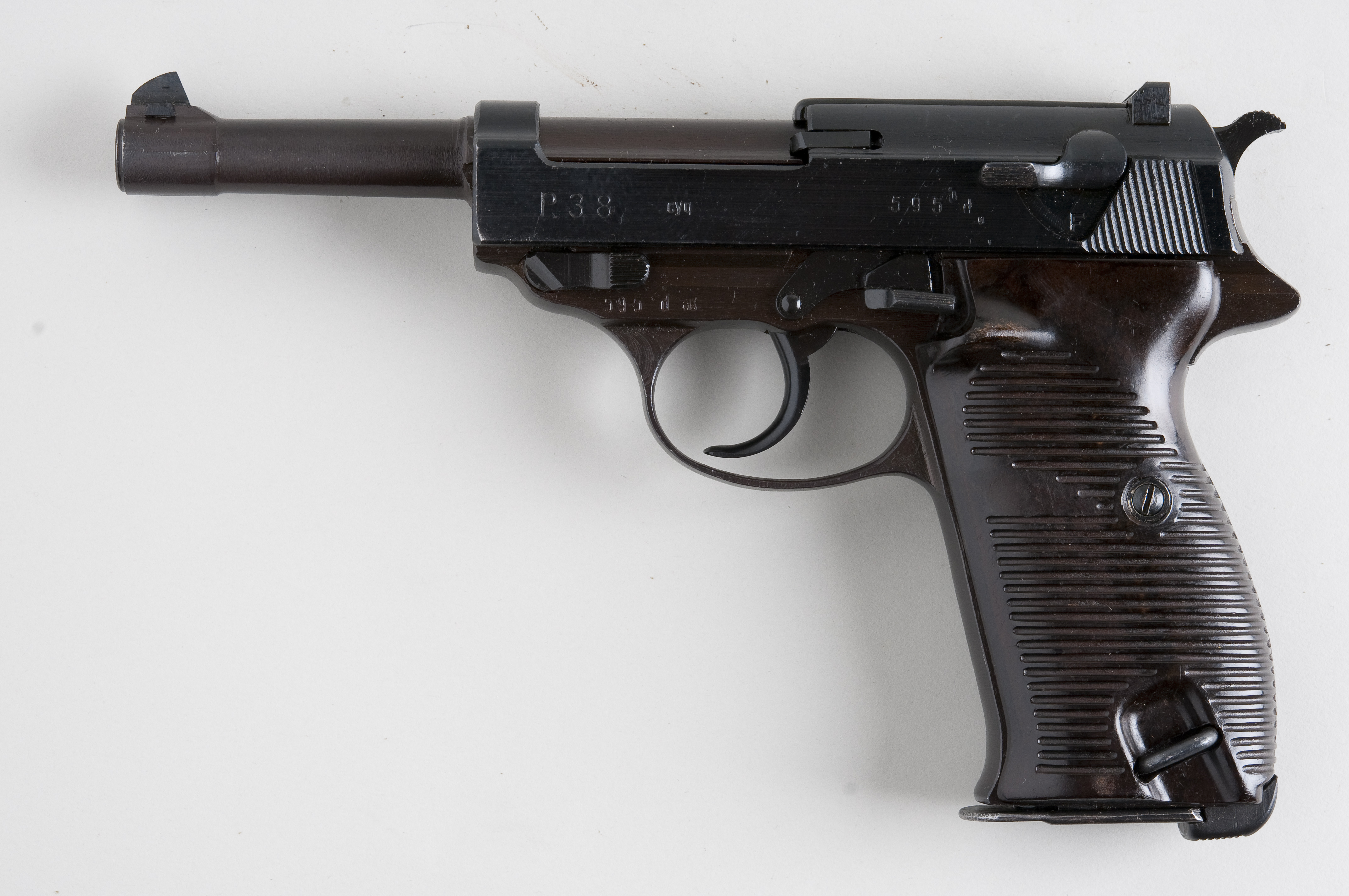
Walther P38

Nel 1939, in Germania, Carl Walther realizza anche la famosa Walther P38 in calibro 9 Parabellum, la prima semi-automatica a sfruttare il principio della doppia azione, permettendo di tenere con sicurezza il colpo in canna, e senza avere il cane armato, poter far fuoco con la semplice pressione del grilletto. Una sorta di miscela perfetta nell'estetica, tra la canna della Luger, il carrello aperto di tipo Beretta 34, la parte di carrello terminale posteriore con guardia-mano di tipo Browning, e con grilletto e guardia della PPK. L'arma aveva fama di precisione e potenza. Il disegno dell'impugnatura sarà ripreso sulla Beretta degli anni 1950.

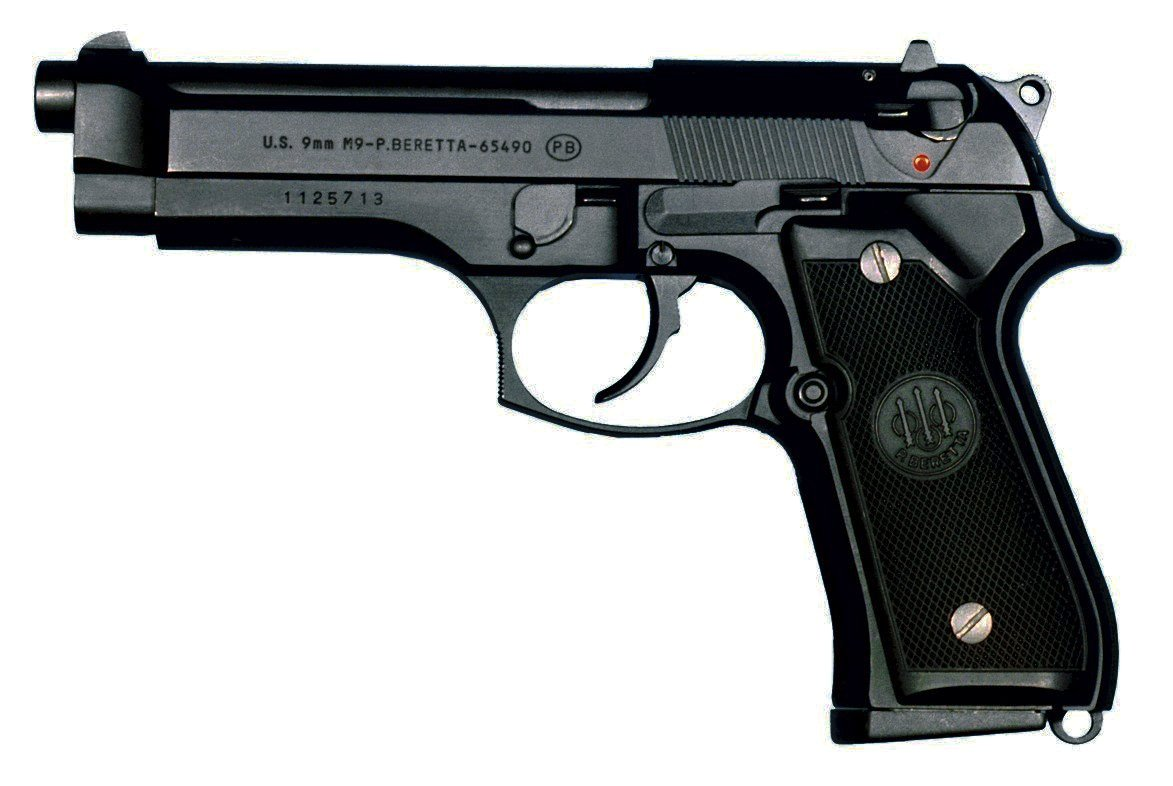
Beretta M9 (92FS)

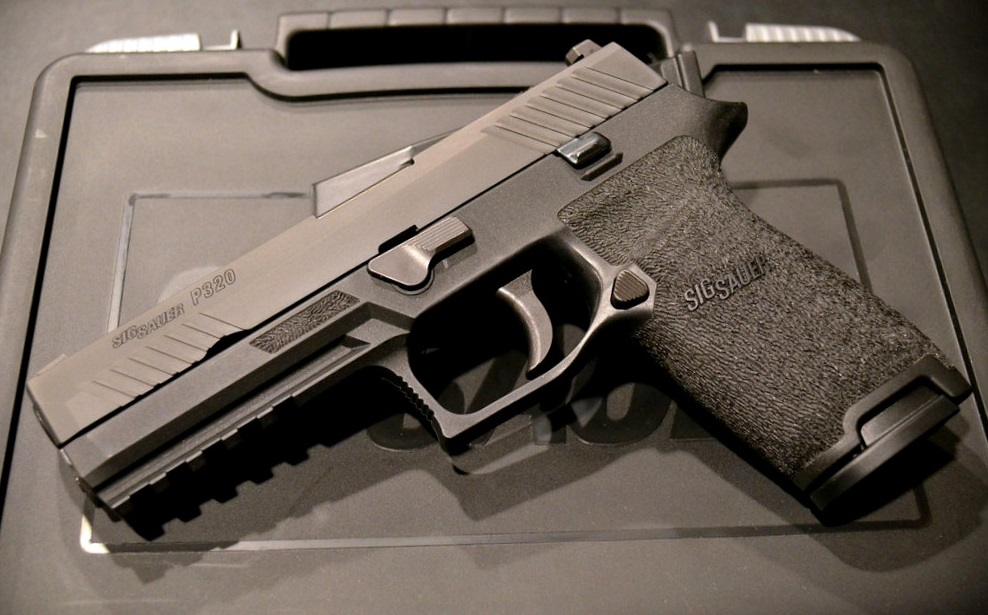
SIG Sauer P320

Nel 1951, in Italia, la Beretta sviluppa un'arma sempre a doppia azione con caratteristiche similari alla P38 (la M51), ma col cuore Beretta, che evolverà nella famosa modello 92 (del 1972), con la versione M9 del 1985, entra nelle forze armate degli Stati Uniti per sostituire la Colt M1911A1, fino al 2017, quando verrà sostituita dalla SIG Sauer P320 fino al 2027.

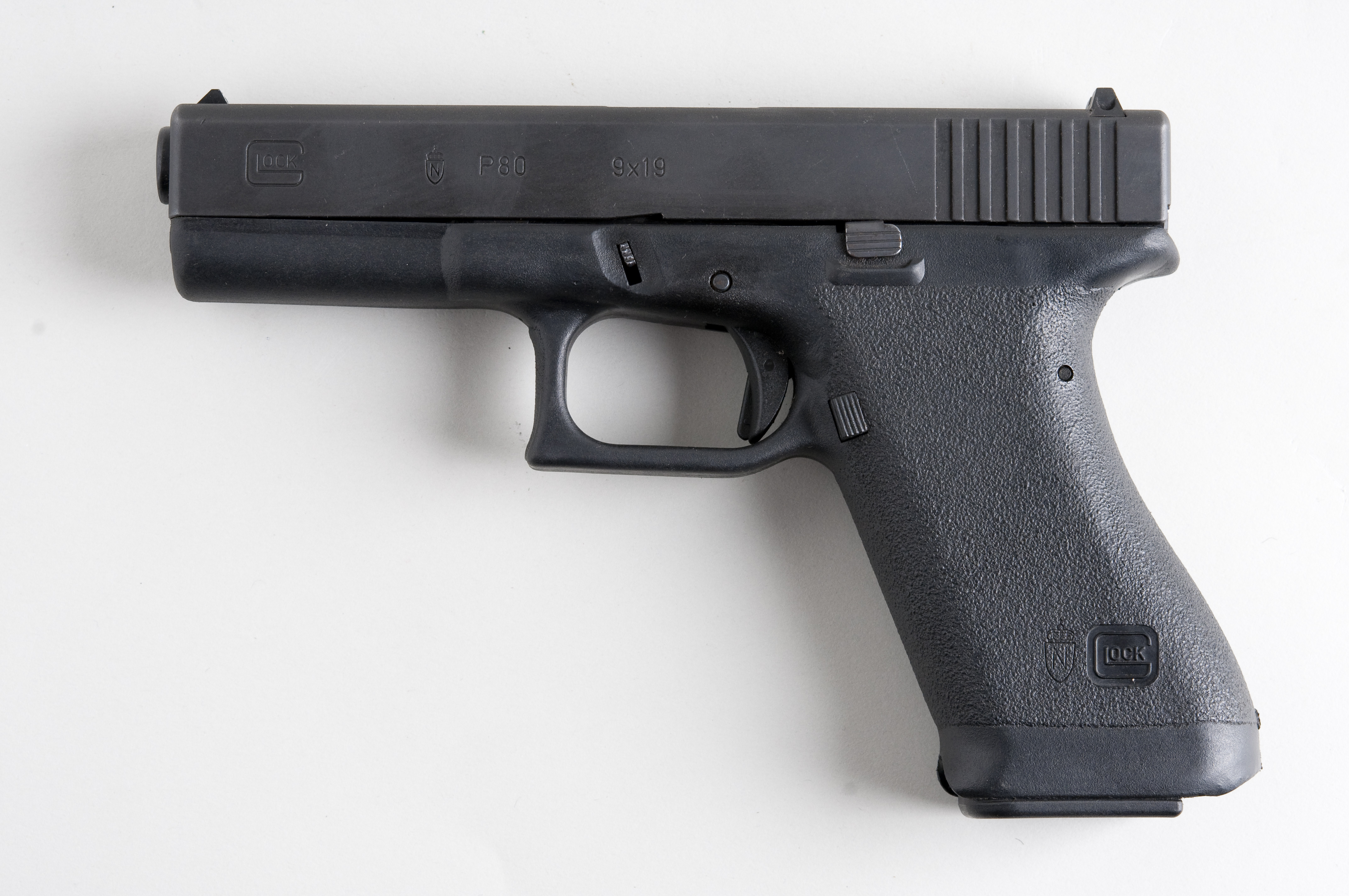
Glock 17

Nel 1983, Gaston Glock progetta la prima semiautomatica con fusto in polimeri, la Glock 17. Questa pistola, sebbene venga definita da molti a sola doppia azione, in realtà sfrutta un meccanismo ibrido, chiamato "safe action" (azione sicura) nella quale il percussore è armato solo parzialmente, e si arma completamente alla trazione del grilletto. Le pistole Glock hanno avuto un sorprendente successo commerciale e molti modelli sono stati e vengono tuttora sviluppati, posizionando le Glock fra le pistole più diffuse in ambito civile e militare.

## Caratteristiche

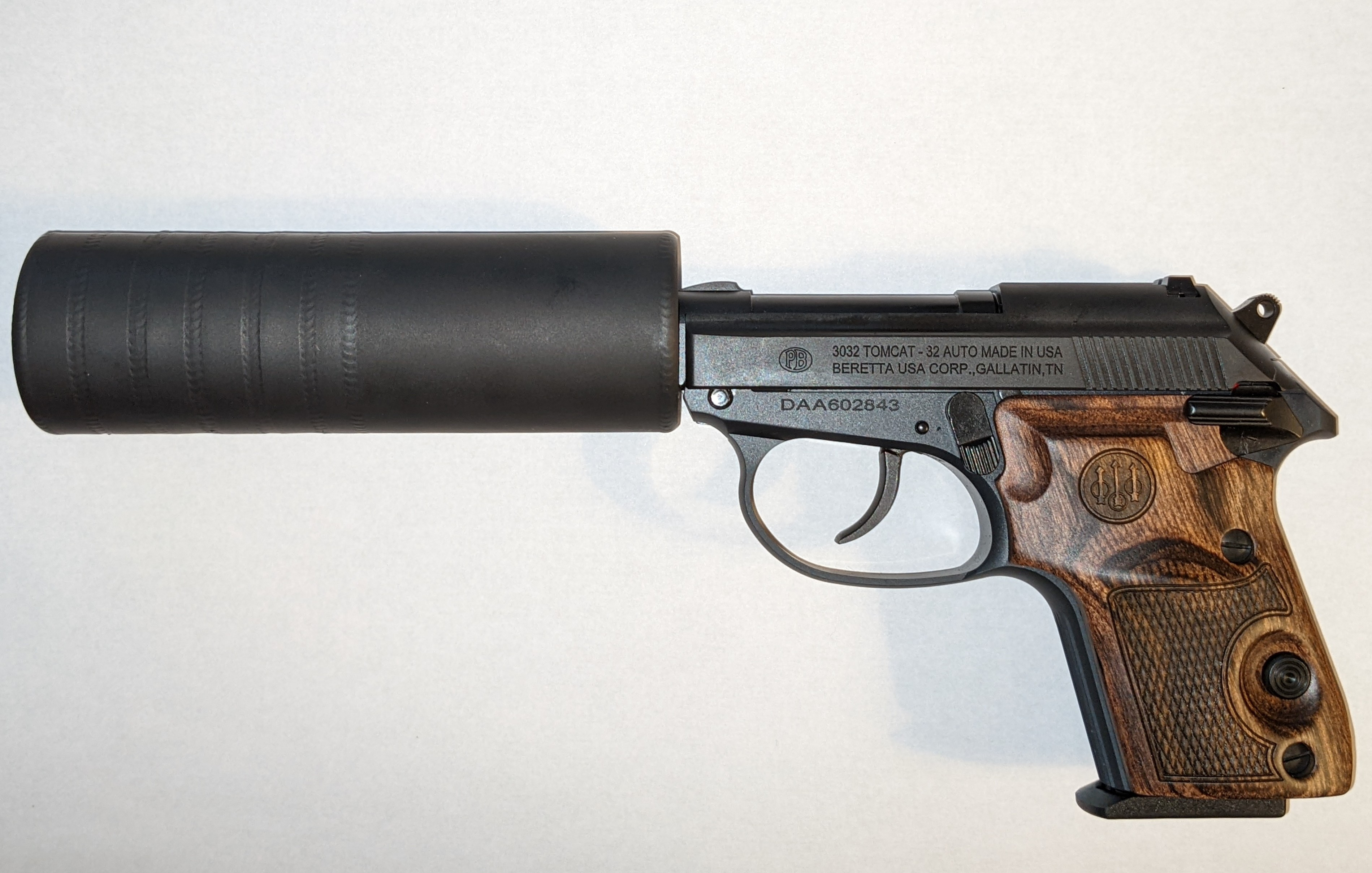
Pistola soppressa

Gli elementi che contraddistinguono una pistola (come categoria generale che comprende vari tipi di armi corte tra cui anche la rivoltella che altro non è che una "pistola a rotazione") sono la presenza di un'impugnatura solitamente quasi perpendicolare all'asse della canna e dall'assenza di una calciatura fissa che in alcuni modelli può essere aggiunta per il cosiddetto "tiro in appoggio", cioè imbracciando l'arma e poggiando il calcio contro il corpo.
La sua funzione è sempre stata quella di essere un'arma leggera e maneggevole, utilizzata soprattutto dalle truppe montate, dalle forze di polizia e gendarmeria e dai civili. Fino all'inizio del Novecento in molti Paesi europei, compresi gli Stati italiani preunitari, pistole dalla canna estremamente corta (sotto i 17 cm) erano vietate per legge poiché ritenute "armi insidiose".
Le pistole fin quando furono ad avancarica solitamente erano usate in coppia specie dai militari (si pensi ai Carabinieri pre-unitari che avevano due pistole a pietra focaia come armi d'ordinanza) ciò poiché dopo aver sparato con una rimaneva comunque la seconda carica, sia nel caso in cui l'obiettivo non fosse stato neutralizzato, sia per garantirsi un'arma comunque funzionante mentre si ricaricava quella utilizzata.
Con l'avvento delle rivoltelle che consentivano una certa autonomia di fuoco prima di ricaricare questa prassi venne meno e la dotazione si ridusse a una sola pistola.

## Manuali
Pistole che devono essere ricaricate o armate dopo ogni colpo.

### A colpo singolo

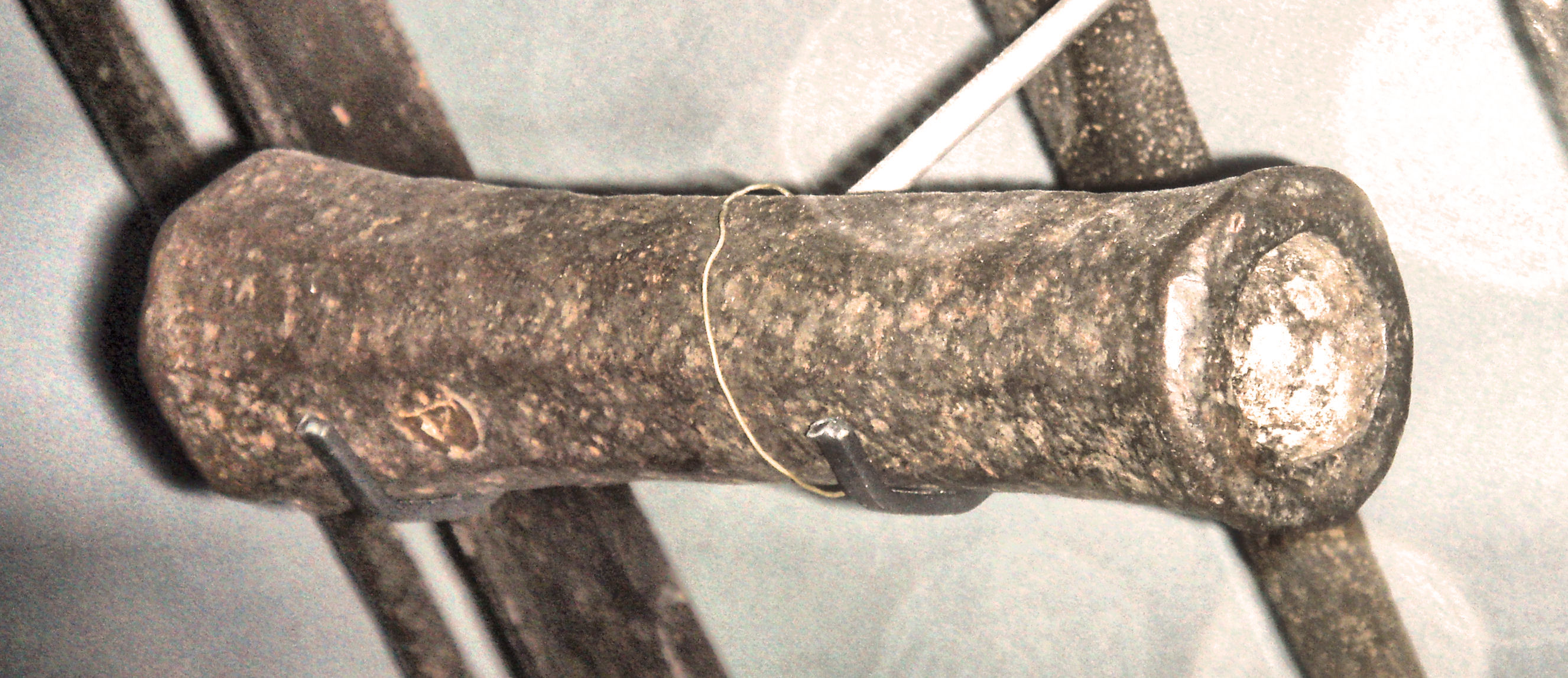
Pistola occidentale, 1380. 18 cm di lunghezza e 1,04 kg di peso, è stata fissata ad un palo di legno per facilitare la manipolazione. Musée de l'Armée

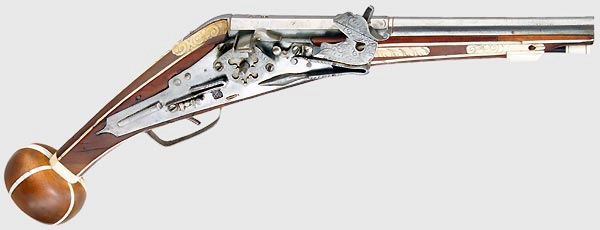
Pistola Wheellock a ruota

Queste pistole sono in teoria le più semplici: in esse la carica veniva introdotta e poi sparata con il medesimo sistema dei cannoni; come tali, esse sono state sostanzialmente nulla più che cannoni in miniatura, piccoli abbastanza per essere maneggiati.
Miglioramenti nei secoli successivi, come vari tipi di serrature (dispositivi d'accensione), sono stati inventati e usati sul Matchlock, poi il Wheellock. Nel XVII secolo si utilizza la pietra focaia, nel XIX secolo sono state sviluppate le capsule a percussione, seguite di lì a poco dall'integrato moderno di cartuccia e cane, quindi andando a sostituire le pietre focaie.

### A colpi multipli

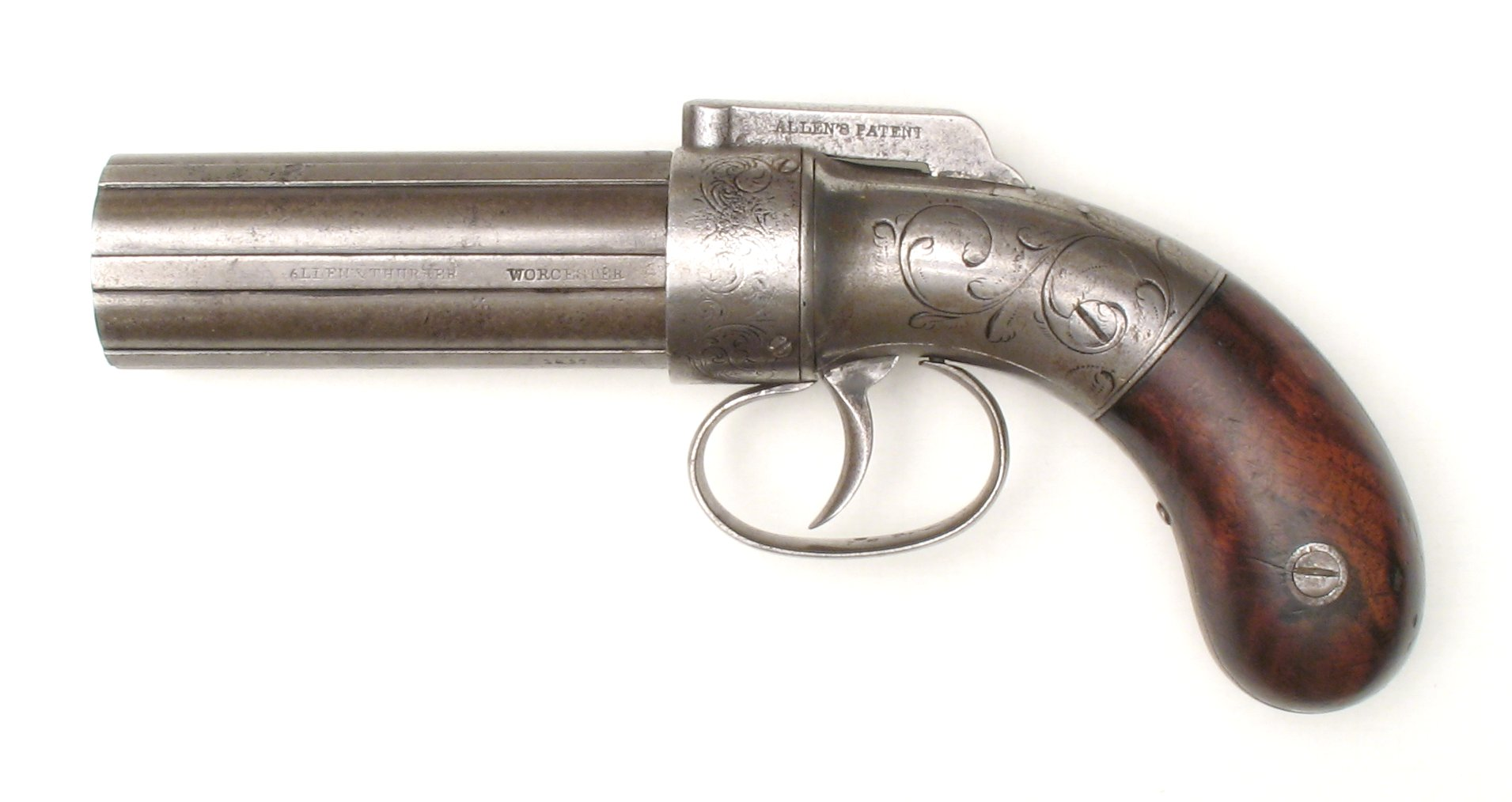
Pistola "Pepperbox" dotata di un unico fascio di canne ruotanti

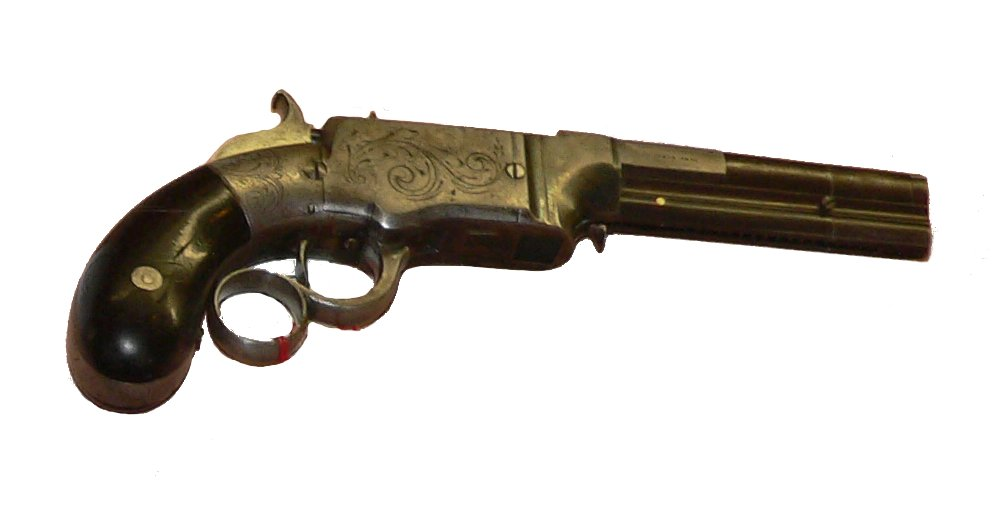
Pistola a leva

Sono pistole munite di un tamburo o tubo, dove i colpi possono essere gestiti in vari modi:
- Colpi simultanei, i colpi presenti nel tamburo vengono sparati in contemporanea
- Colpi singoli, i colpi nel tamburo vengono sparati singolarmente, ma il tamburo deve essere ruotato manualmente dopo ogni colpo per poter armare la pistola

### Terzetta
Pistola corta a ruota del XVI-XVII secolo, veniva così chiamata perché la canna era ridotta di due terzi rispetto a quelle normali (meno di 35 cm), il che permetteva di nasconderla facilmente sotto i vestiti o nelle tasche.

### Otturatore girevole-scorrevole
Questo tipo di ricarica manuale è molto raro nelle pistole, tuttavia esso è utilizzato nella pistola Remington XP-100 o nella pistola sportiva Pardini PGP75. È solitamente presente in alcuni fucili.

### Pistola scarrellante con blocco
Alcune pistole scarrellanti hanno la funzione slide lock (blocco carrello), come la versione modificata della Smith & Wesson Model 39 utilizzata dai Navy SEAL, rinominata in Mk 22 Mod 0 e soprannominata anche "hush puppy". La pistola modificata era munita di silenziatore e di un blocco a scorrimento che trattiene il carrello dall'interno al momento dello sparo, permettendo una migliore soppressione del rumore prodotto, ma costringendo ad una ricarica manuale dell'arma.
Successivamente venne sostituita dalla MK23 mod 0 (prodotta dalla Heckler & Koch), munita sempre del blocco di scorrimento.

## A ripetizione
Pistole che non devono essere ricaricate ad ogni colpo e che possono quindi esplodere una serie di colpi semplicemente premendo ripetutamente il grilletto, in alcuni casi previo armamento manuale del cane.

### Ad armonica

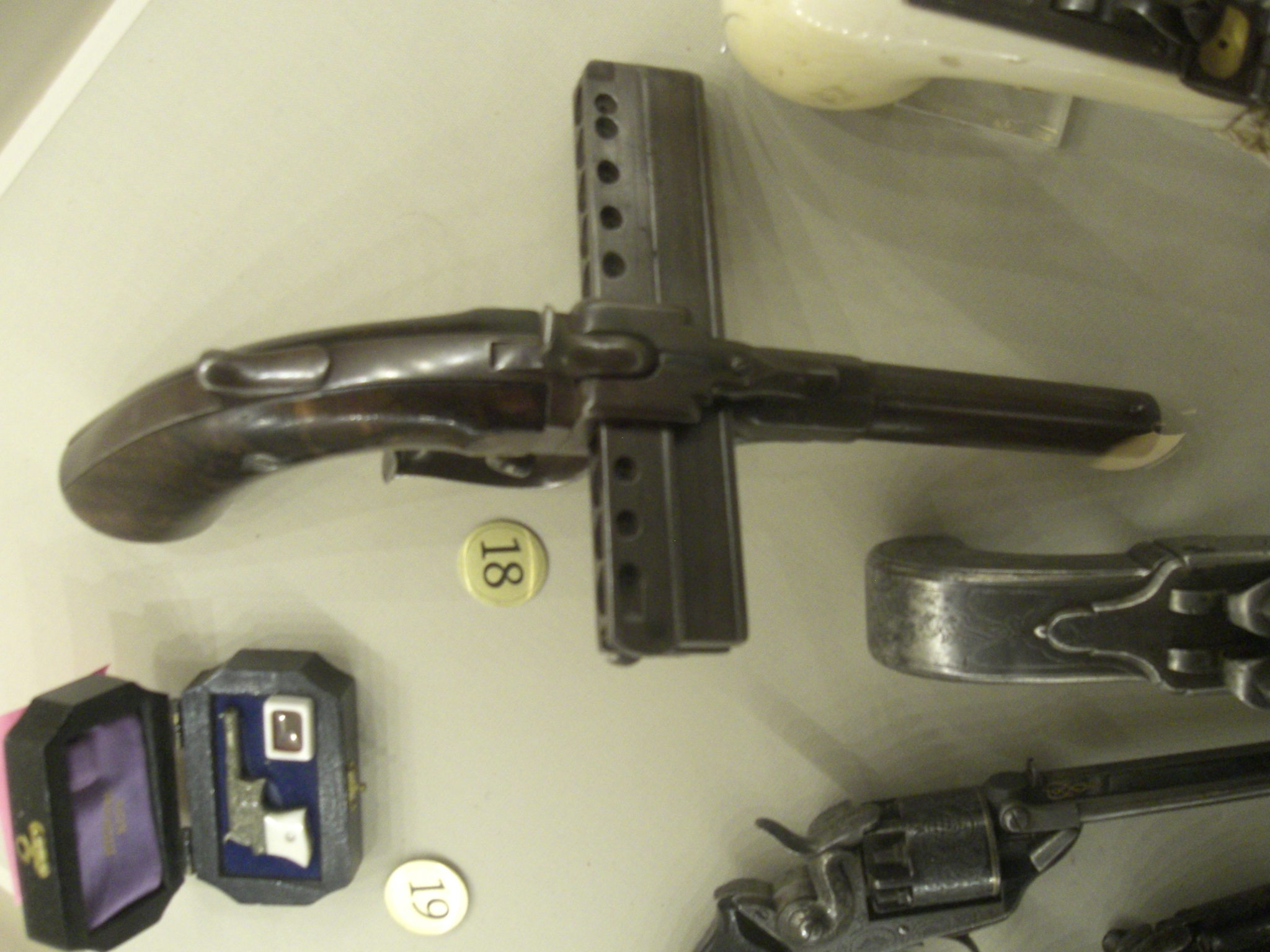
pistola ad armonica

Pistola caratterizzata da un caricatore rettilineo a scorrimento orizzontale, il quale raccoglie i diversi proiettili nei relativi slot che fungono anche da camera di scoppio in quanto i proiettili rimangono fermi, mentre il caricatore scorre. La Jarre Harmonica pistol è l'arma che utilizza questo schema che venne brevettato negli anni 1859-1862.

### A tamburo (rivoltella)

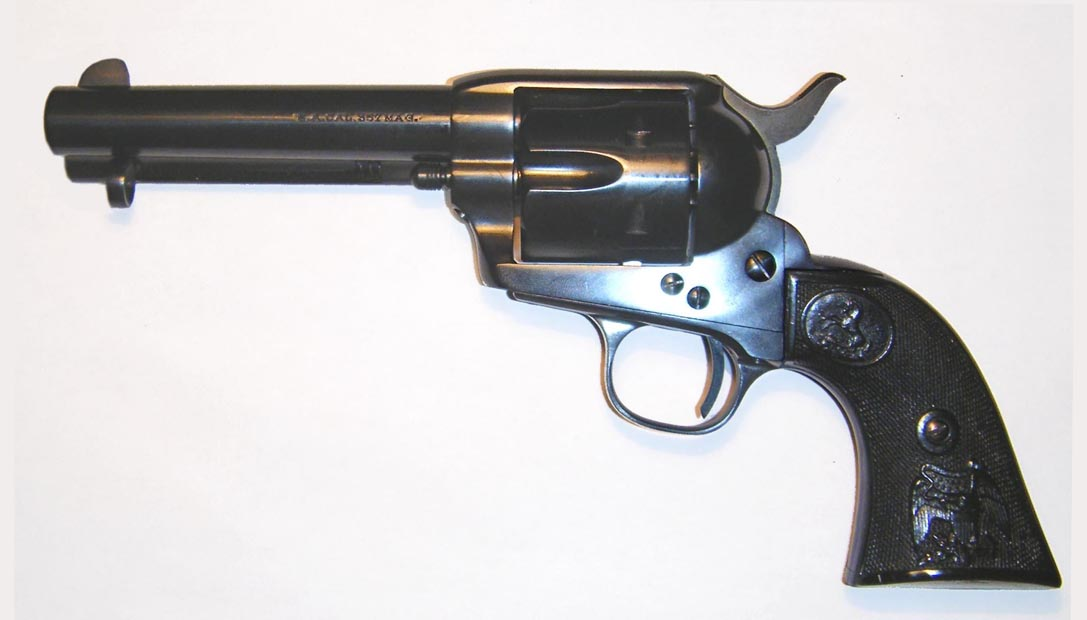
Rivoltella Colt Single Action Army del 1873

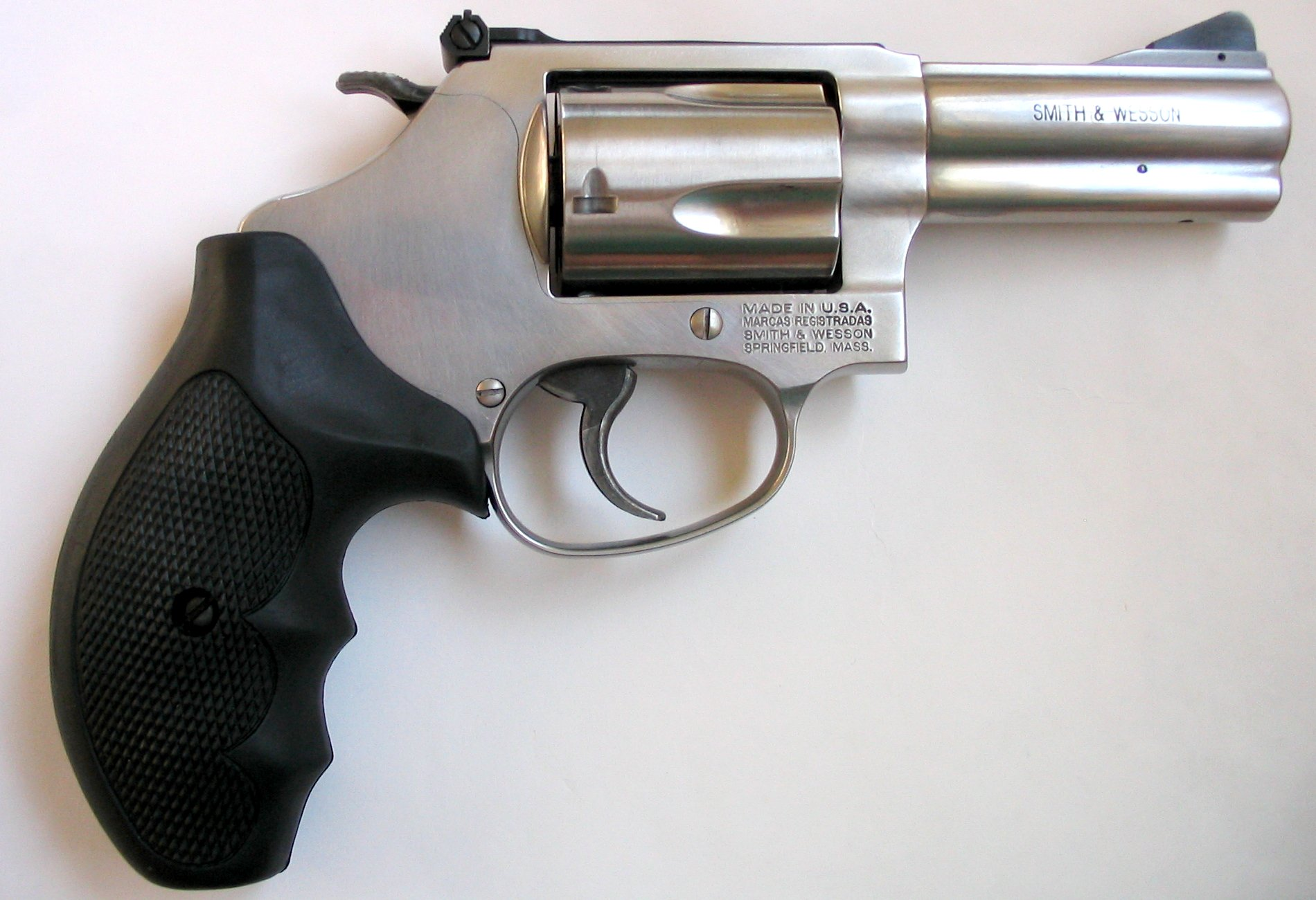
Rivoltella Smith & Wesson, modello 60

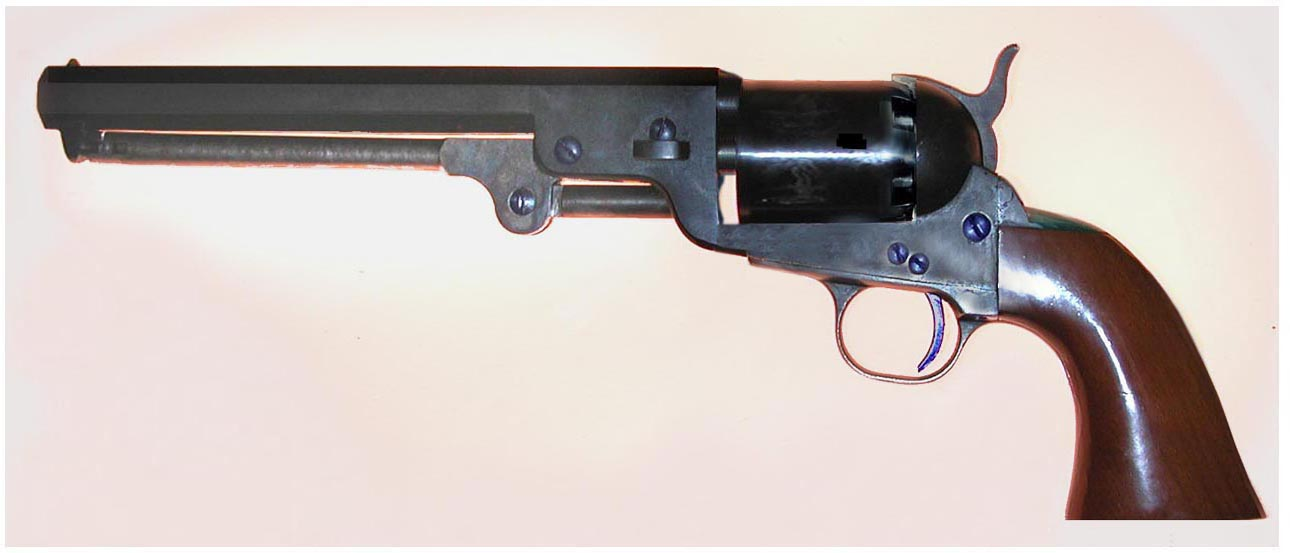
Rivoltella Colt Navy del 1851 calibro .36, arma ad avancarica del tamburo

La rivoltella (o revolver in inglese) o pistola a tamburo o a rotazione, è l'arma da fuoco a ripetizione con la costruzione più semplice tra le armi corte; si compone di una canna attaccata stabilmente o tramite bascula ad un castello o fusto in cui si inserisce il tamburo incernierato attorno al perno che consente la rotazione attorno al proprio asse e basculante sul lato sinistro se la canna è attaccata stabilmente al castello oppure olo rotante nel caso in cui il gruppo canna-tamburo sia basculante verso il basso. All'interno del tamburo sono ricavate le camere cilindriche di scoppio, o di detonazione, che alloggiano le cartucce. La pressione del grilletto determina la rotazione del tamburo e contemporaneamente (nei modelli a doppia azione) l'armamento del cane-percussore che viene tirato completamente indietro (punto morto) e poi si abbatte sull'innesco della cartuccia. Nei modelli più antichi, a singola azione l'armamento del cane doveva essere effettuato ad ogni tiro manualmente in quanto il grilletto azionava solo l'abbattimento. I modelli doppia azione consentono in linea di massima anche l'armamento manuale del cane. 
La rivoltella è uno dei simboli più comuni dei film western e del far west dell'America settentrionale di quel periodo. Precede la pistola semiautomatica di circa 60 anni, anche se in effetti, i revolver a retrocarica anticipano le pistole semiauto di soli 20 anni.

#### Pregi
I pregi (teorici) della rivoltella, rispetto ad una semiautomatica, sono: 
- generale possibilità di usare calibri più potenti (.357 e .44 Mag) e canne più lunghe (es. 10")
- migliore precisione di tiro, stante l'assenza di parti in movimento durante lo sparo e vibrazioni parassite;
- minor numero di parti in movimento e dunque minori probabilità di malfunzionamenti, guasti e rotture;
- minori esigenze di manutenzione e lubrificazione;

#### Difetti
I principali difetti rispetto alla semiauto, sono:
- inferiore velocità di ripetizione dei colpi, nell'uso normale dell'arma;
- inferiore numero di colpi a disposizione, per ogni carica (generalmente 6);
- maggiore ingombro laterale, causato dal diametro del tamburo;
- ricarica lenta e macchinosa, nelle operazioni di espulsione dei bossoli e di rifornimento del tamburo;

Tutto ciò rende la rivoltella un'arma meno veloce e forse meno adatta a situazioni di combattimento concitato, ove la velocità di sparo e di ricarica può essere un fattore fondamentale.

## Semiautomatica

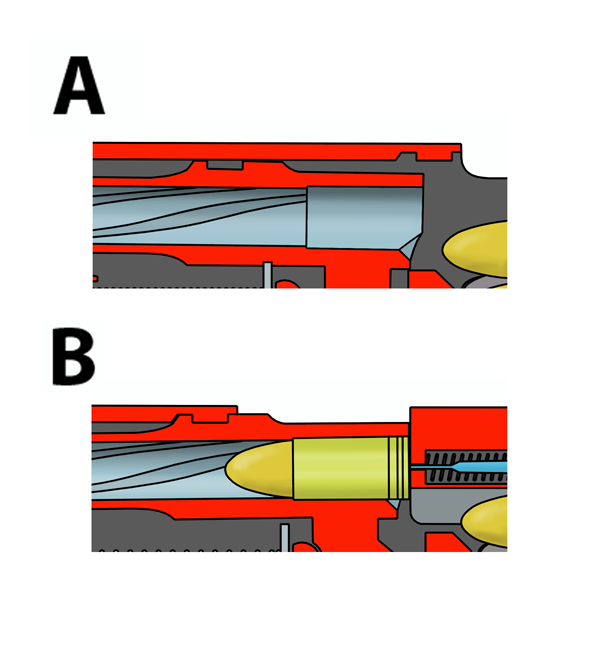
Camera della pistola scarrellante durante l'armamento:
A: Carrello retratto
B: Carrello chiuso

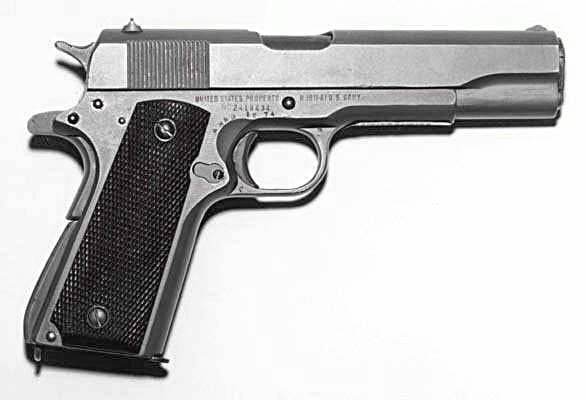
Pistola semiautomatica Colt mod. 1911

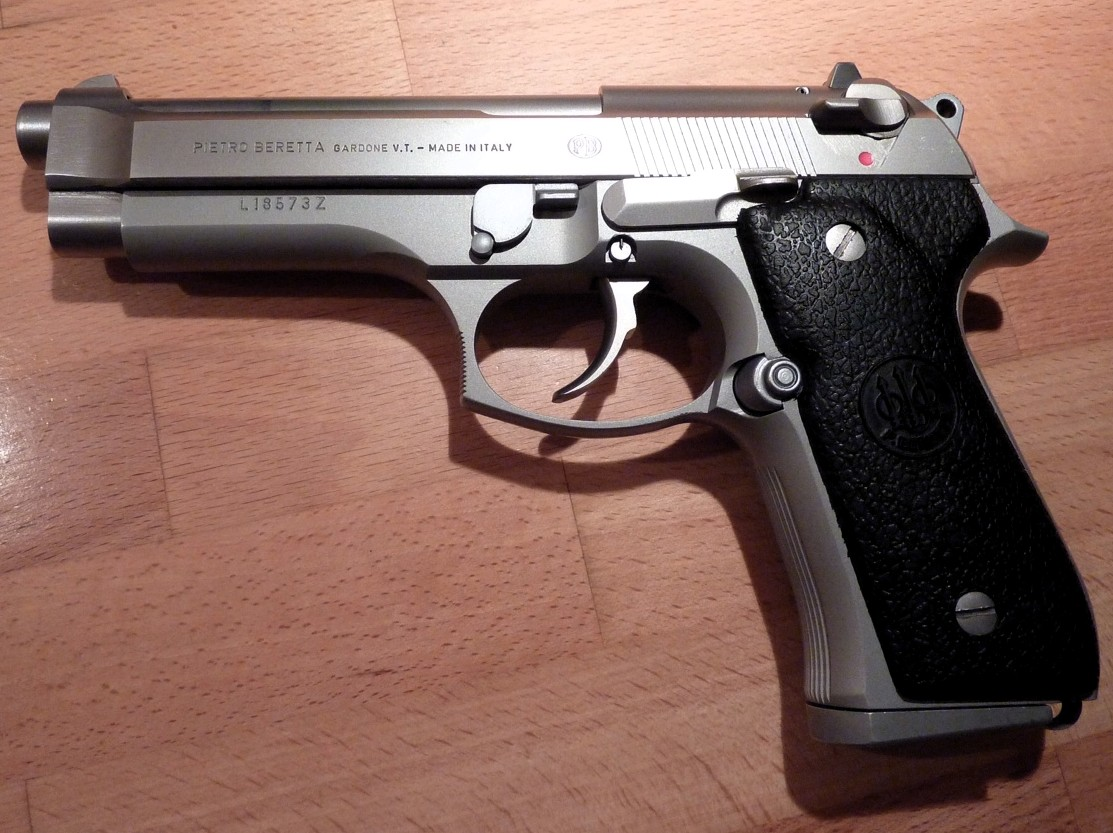
Pistola semiautomatica Beretta 92FS Inox

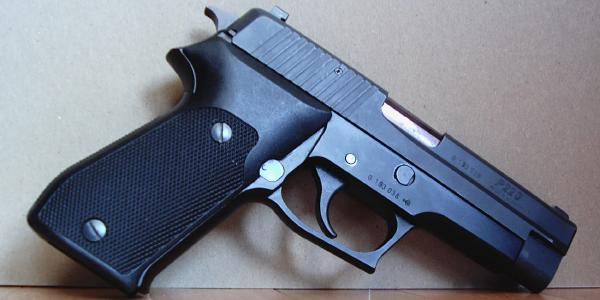
Pistola semiautomatica SIG-Sauer P220

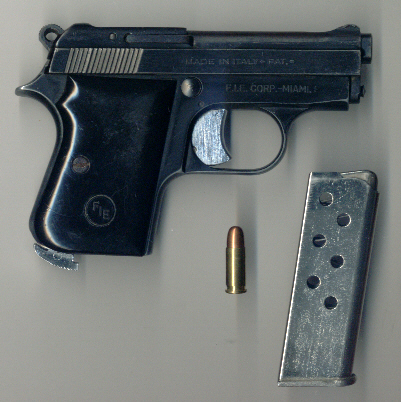
Semiauto da tasca in cal. 6,35 mm o .25 ACP.

Arma genericamente con caricatore mono-bifiare estraibile, occultato dentro all'impugnatura, con caricamento del colpo automatico che sfrutta l'energia di rinculo dello sparo ed un funzionamento semplice: la prima cartuccia va camerata manualmente, arretrando il carrello, che in fase di recupero (tramite la molla) la preleva dal caricatore, e ciò arma il cane o il percussore. Al momento dello sparo, l'energia sprigionata fa nuovamente arretrare il carrello in modo automatico, espellere il bossolo del colpo appena sparato e riarmare il cane. Per esplodere i colpi successivi basterà tirare ogni volta il grilletto, sparando in singola azione fino all'ultimo colpo del caricatore. A questo punto (in base al tipo), l'arma rimane "aperta" (scarrellata), in attesa di un caricatore pieno.
Si possono elencare alcuni pregi e difetti rispetto alle pistole a tamburo, a parità di canna e di calibro:

### Pregi
- maggior capacità di fuoco, di solito più di 6 e fino a 17 colpi, secondo il calibro e il caricatore bifilare;
- maggior celerità di tiro della singola azione, con ricarica automatica e dunque minore sforzo del dito;
- sostituzione molto rapida del caricatore esaurito (dopo l'ultimo colpo l'arma rimane aperta col carrello arretrato e il cane armato, basta introdurre un caricatore pieno, sganciare il carrello e la cartuccia verrà camerata, con l'arma pronta a sparare) e quindi un tempo di ricarica dell'arma, estremamente più veloce a parità di colpi ricaricati nel tempo;
- minor spessore del corpo, a parità delle altre dimensioni e del peso, e quindi una maggiore facilità di occultamento e/o di comodità di porto;
- minore sensazione di rinculo, per l'azione ammortizzante della molla di recupero;
- maggiore efficienza nell'uso del silenziatore, cosa meno possibile con i revolver, in quanto sfogano molti gas dall'inevitabile apertura tra la canna e il tamburo.

### Difetti
I principali difetti, invece, sono:
- la maggior complessità costruttiva, che comporta costi maggiori e una maggiore usura delle parti, che nei modelli più economici, può dar luogo a malfunzionamenti, guasti e rotture (della serie, "ciò che non c'è non si rompe");
- la possibilità di malfunzionamenti se il caricatore viene lasciato a lungo pieno di munizioni, a causa dell'anomala compressione cui viene sottoposta la molla dell'elevatore: deformandosi perde la necessaria spinta da dare alla cartuccia, che non viene correttamente incamerata (anche se attualmente, con l'impiego di tecniche e materiali innovativi, molti di questi problemi sono parzialmente risolti).
- la complessità, specie per taluni modelli, delle operazioni di smontaggio e pulizia;
- l'impossibilità di sapere se il caricatore è pieno o meno, senza estrarlo (quasi tutti i caricatori sono forati per vedere quante cartucce rimangono);
- la difficoltà di sapere se la camera di cartuccia è vuota o meno (anche se in alcuni modelli è una funzione);
- l'elevato grado di addestramento necessario per padroneggiarla con sicurezza (probabilità di ferirsi durante lo scarrellamento dell'arma, se si hanno problemi di coordinamento psicomotorio) ed efficienza;
- la necessità di utilizzare cartucce di una determinata potenza, sulla quale è stato tarato il cinematismo di sparo: variazioni in meno possono causare inceppamenti o mancato riarmo, variazioni in aumento possono risultare pericolose per l'integrità degli organi meccanici e per il tiratore;
- la necessità, in caso di inceppamento, di liberare l'unica camera di cartuccia scarrellando nuovamente (che poi sostanzialmente dà lo stesso risultato dell'analogo procedimento della rivoltella);
- i possibili problemi di alimentazione con proiettili ad espansione (a punta molle, dette a piombo nudo) ovvero di forma diversa dall'ogiva tradizionale (anche se va fatto presente che munizioni a punta cava e di piombo nudo o a "naso molle" sono due tipi di munizioni molto diverse);
- per alcuni modelli più vecchi a singola azione, senza gli adeguati sistemi di sicurezza che bloccano il percussore oltre che il cane e il grilletto, la necessità di servirsi di entrambe le mani per arretrare il carrello e camerare la prima cartuccia del primo caricatore, a meno che non la si porti con il colpo in canna (cosa sconsigliabile);
- la sensibilità alle variazioni climatiche (il freddo intenso può gelare l'olio di lubrificazione) e alle infiltrazioni di sporco (che sulle rivoltelle è comunque assai sentito, specie la sensibilità alla polvere che dalle pistole non a tamburo è meno avvertita);

### Rivoltella semiautomatica
Esistono alcune pistole che ibridano le caratteristiche delle rivoltelle e delle semiautomatiche, come la moderna italiana Mateba Autorevolver o il vecchio revolver inglese Webley-Fosbery. Tuttavia, sono costruzioni piuttosto inutili come efficienza e difficoltose da far funzionare correttamente: una presa troppo debole della mano potrebbe causare un insufficiente rinculo per la ricarica automatica. Sembra che contengano perlopiù i soli difetti di entrambi i modelli.

## Automatica (mitragliatrice)

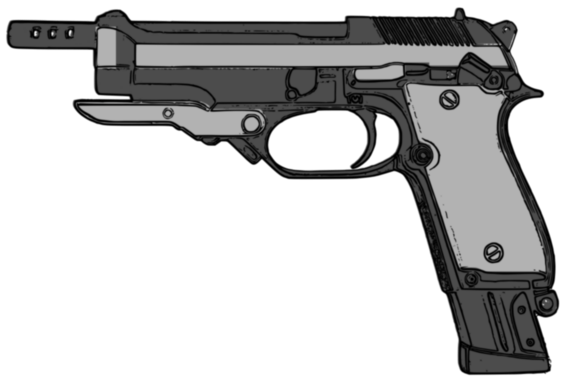
Pistola mitragliatrice Beretta 93R. L'arma può essere sorretta con entrambe le mani usando l'impugnatura pieghevole sotto la canna

Anche se con il termine pistola mitragliatrice si indicano comunemente i mitra, il termine può essere usato, e forse più correttamente, per indicare un'arma da pugno automatica nel senso proprio del termine, che non necessita cioè della ripetuta pressione sul grilletto per poter sparare più colpi, sparando quindi a raffica e risultando una via di mezzo tra una pistola semiautomatica ed un mitra vero e proprio. Tipici esempi in questo senso sono la Beretta 93R, la Glock 18 e la Stechkin APS.